# Cirque@Taque
Cirque@Taque is een tweedaags gratis festival dat sinds 1999 jaarlijks in Ekeren wordt georganiseerd. Het vindt telkens plaats op de tweede vrijdag en zaterdag van augustus in het park Hof De Bist. Het festival wordt georganiseerd door de vereniging Cirqueat vzw.

## Geschiedenis
In de zomer van 1998 werd door enkele jongeren uit de jeugdraad en het jeugdhuis Tel18 de opstart gegeven om een gratis toegankelijk jongerenfestival te organiseren. Dit festival ging door onder de naam "Cirque@99" en vond plaats op het parochie- en scoutsterrein in de wijk Bunt.
In 2006 verhuisde het festival naar Hof De Bist, een park in Ekeren aan de Veltwijcklaan.
In 2015 werd voor het eerst een tweede podium toegevoegd aan het festival.
Als gevolg van de coronapandemie kon de 22ste editie in 2020 en 2021 niet plaatsvinden.
Sinds 2023 breidde Cirque@Taque uit van één naar twee festivaldagen.

## Programma

### 2025
Equal Idiots - Faisal - Gestapo Knallmuzik - The Whatevers - OYESONO - Manz - Discobaar A Moeder - Mojo & the Kitchen Brothers - DC Noises - BOY&GIRL - Taber - Flo Windey ft. Skyve - WRDS - Asian Sal - Fishbowl - Leo Bellagio - Dj Renee - DJ AP x Cosco

### 2024
Shameboy - Fixkes - NAFT - Maze - Flavour Drop - Gomorris x Kiësto - Lilihell - Lightspeed - Rick Baguette - Nya Bee - Desma - Kwatsj voor 12 - LOïS - Seaside Disk - DJ Sef sansT - Avenue - DJ Matty

### 2023
Yevgueni - DJ Licious - Robert Falcon - Jeroen Delodder - Frontal Soundsystem - Séa - Lolita - BAVR - Larssen. - Reines - Cloudy-Oh - FLOR - Wacky House - Frango - Redliner - Aghatixx - Discobar Maxipret

### 2022
Sioen - DJ Licious - Jaguar Jaguar - Used - Kevin Kofii - OPROER - Discohans - OSKI - Gomorris - LANI - SENATOR - DC Noises - Tirex - Wither - Forrex - Jeuk

### 2019
Ertebrekers - Glints - Eagl - Black Mamba - Flashback Force - Pavlove - Moodprint - Juicy - Tu me casses - Lapis Lazuli - Tsemo - Lando Riské - Tirex - Disco Coloro

### 2018
Compact Disk Dummies - Jasper Erkens - LEFTO - Soul Shakers - RHEA - Hush Hefner - Goldfox - AliA - Vagabundos - Lawrence Le Doux - DC Salas - Susobrino - Vito - WHYES - BAVR - Lebald - DC Noises - Disco Coloro 

### 2017
De Mens - DVTCH NORRIS - TLP - The Whatevers - Le Motel - DVKES - Airplane - Subway City - Mermaid - Kong - Up High Collective - Gewelt - Nick Bollaert - Polar Sun - WAЯ. - KARL - M.JOHNSON - Disco Coloro

### 2016
Starflam - Willow - Murdock - Lisa Smolders - High Hi - Pardon Service - Kobiye - David Jahmill - Avondlicht - Subtropics - Walmok - ToolBox - Mr. Smith - Fiesta Salopetta 

### 2015
Compact Disk Dummies - Bazart - Team William - Rakka - Bottle of Moonshine - Tin Fingers - O Gares - Compact - Diego Bonnares - LFJ - Texlet - Fiesta Salopetta

### 2014
Discobar Galaxie - Soldier's Heart - Humble Flirt - Tempogeist - Michael Midnight - Gregor Terror & The Calypso Gigolos - The Greyhound Collective - Fiesta Salopetta

### 2013
A Brand - W. Victor - Sir Yes Sir - Maya's Moving Castle - Laston & Geo - Delv!s - Tine Truwant - Feesten als de Beesten

### 2012
Teddiedrum - Geppetto & The Whales - Krema Kawa - Skyve - Société Anonyme - Franklin Barefoot - C.MON - DreamTeam

### 2011
Flip Kowlier - Arquettes - Café con Leche - Samtex - Charlie Jones' Big Band - Sopha - Bed Rugs - Three Guys and a Horsehead

### 2010
School is Cool - Fixkes - Merdan Taplak Orkestar - Soldout - Pickle Juice - HUMb - The Mojo Filters - Dirty Vicky

### 2009
Waxdolls - Mala Vita - Ed & Kim - The Galacticos - Undefined - Dynamo Zjosss - Leafpeople - Humble Flirt

### 2008
Freaky Age - Antwerp Gipsy-Ska Orkestra - Johnny Berlin - 2000Wat - Hermanos Inglesos - Campina Reggae - Fait d'Anvers - Anymotion

### 2007
Foxylane - Missmoses - Mira en de Maten - Blunt - Turntable Dubbers - Los Playeros - A'petown - Concrete

### 2006
The Tabasco Collective - Teddy Machinegun - To the bone - El Créme Glace Quès - Sint Andries MC's - Clark and the Aces - Savanah Station

### 2005
Private Universe - Crocodile Bambee - The BC's - The Moonshine Playboys - Staircase - Skambiance - The Kids

### 2004
The Van Jets - Thunderheartmachine - Mint - Paralyze - The Paranoiacs - O'haras

### 2003
Pole Star - Trashbeatz - Les Femmes Enceintes - Superbox - Confituur All-Stars - Cartel Deluxe

### 2002
88mate! - The Spliffones - Castro - Orbis - King Freddy & de Lazy Intercoolers - Belgian Asociality

### 2001
Addfunk - Q(que - PN - Angelico - Wawadadakwa - Hoonest - Sioen - Krewcial

### 2000
Double 'U' Balls - Eye-Scream - Between the lines - Sankofa-Afro-Chamari - Seatsniffers - Vive la Fête - Paul D'Hollander - My girlfriend left today - Les Ritmes lateral

### 1999
Incredible Sucking Spongies - Freestyle Fabrik - A Moeder - Scale Sheer Surface - Suncape - ABN - Powercut - Krycek - Rubberman